# شيلا ماكلولين
شيلا ماكلولين (بالإنجليزية: Sheila McLaughlin)‏ هي كاتبة سيناريو واختصاصية الوخز الإبري ‏ ومصورة وممثلة أمريكية، ولدت في 1950.

## وصلات خارجية
- شيلا ماكلولين على موقع IMDb (الإنجليزية)
- شيلا ماكلولين على موقع ألو سيني (الفرنسية)
- شيلا ماكلولين على موقع أول موفي (الإنجليزية)
- شيلا ماكلولين على موقع قاعدة بيانات الفيلم (الإنجليزية)
- شيلا ماكلولين على موقع كينوبويسك (الروسية)